# Nirmal Hriday

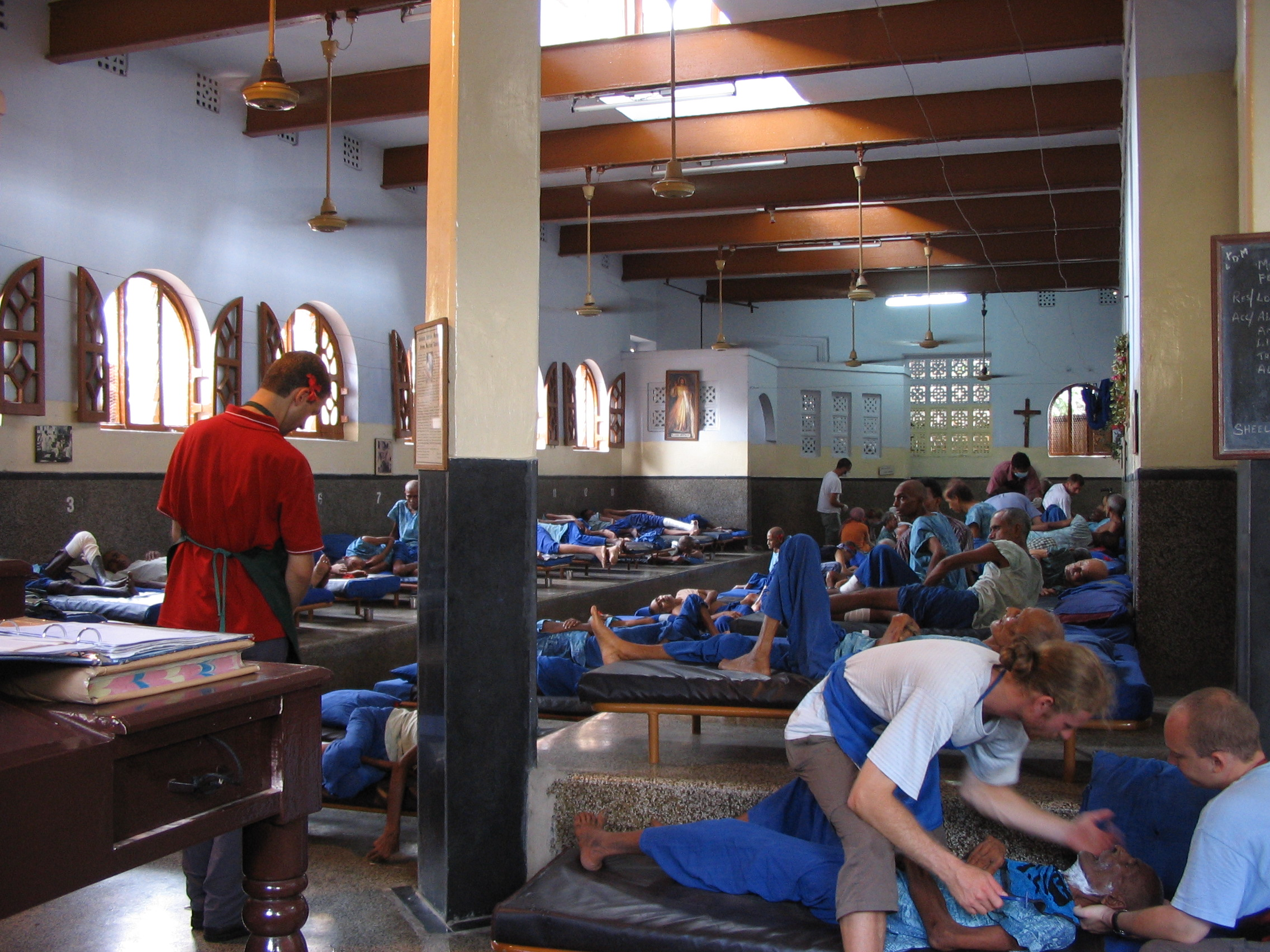
La salle des hommes à Nirmal Hriday, la « Maison du Cœur Pur »

Nirmal Hriday (Cœur pur en langue bengalie), souvent appelé le mouroir de Kalighat en francophonie, est un centre pour vagabonds et indigents moribonds fondé en 1952 par Mère Teresa à Kolkata (Calcutta) en Inde, dans le quartier de Kalighat. Le bâtiment était un abri pour pèlerins (Dharamshala) jouxtant le temple hindou dédié à  Kâlî, déesse hindoue du temps et du changement.

## Fondation

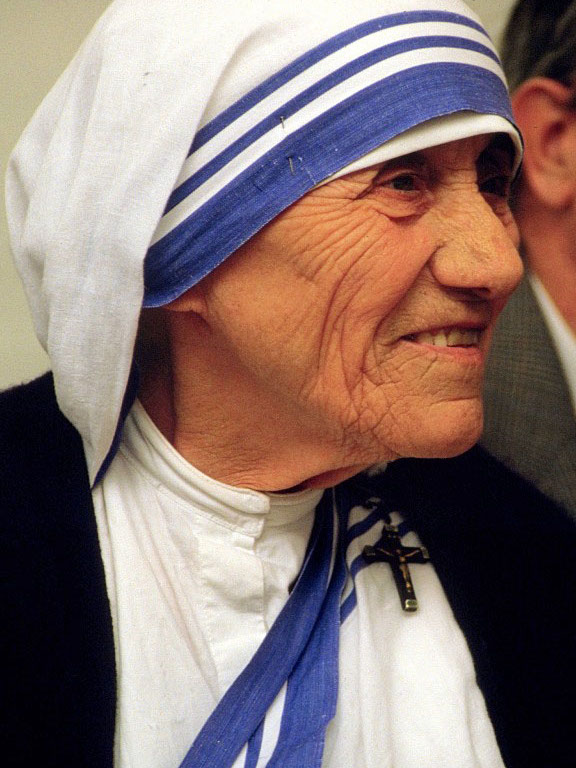
Mère Teresa, fondatrice de Nirmal Hriday

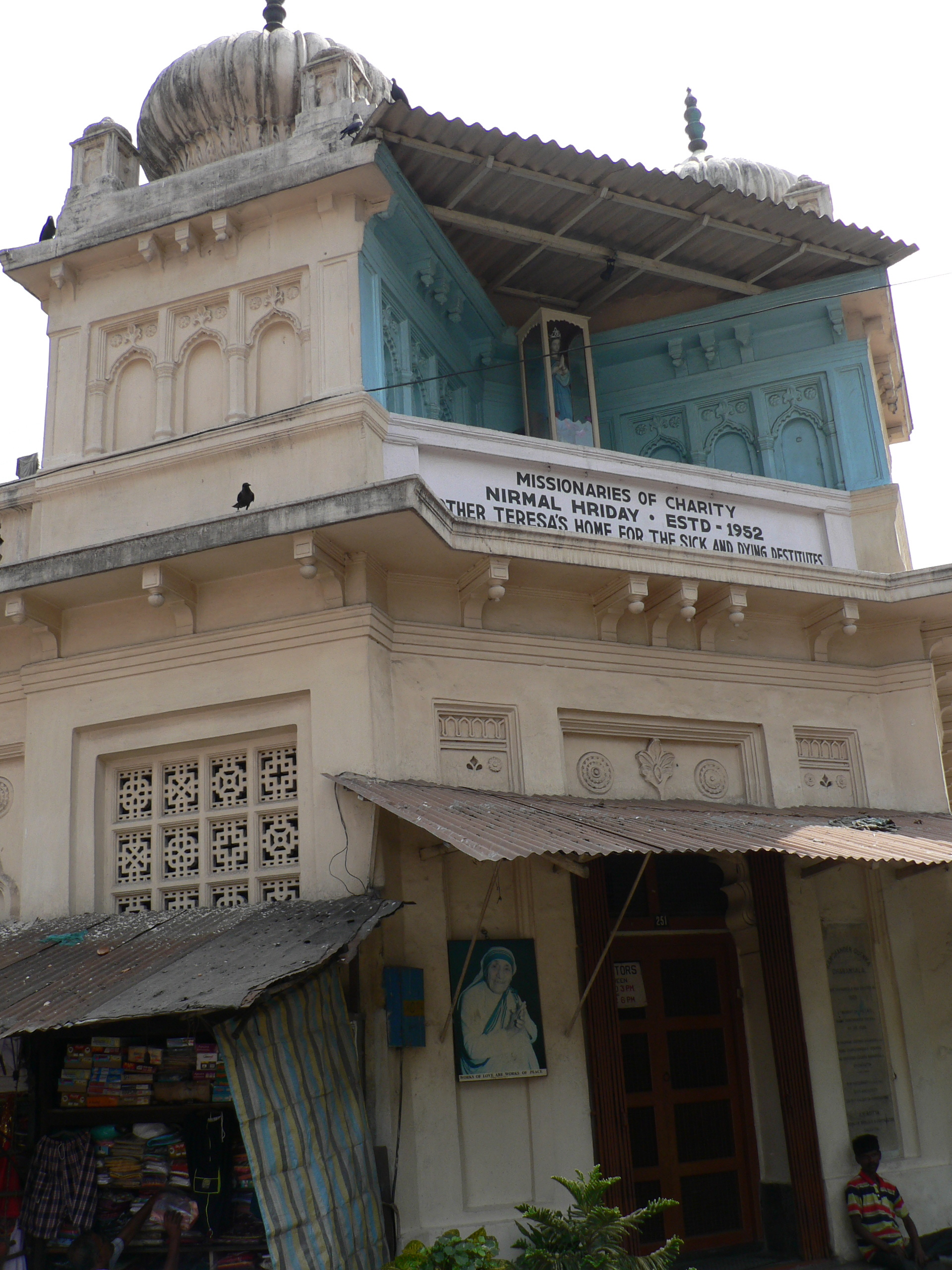
Façade de Nirmal Hriday

Mère Teresa a ouvert ce home le 22 août 1952, à côté du célèbre temple de Kalighat, à Kalighat, un quartier sud de la ville de Calcutta. Avec l'aide de responsables indiens, elle transforme un dharamshala en un hospice gratuit pour les pauvres, alors même que les Missionnaires de la Charité n'ont pas encore de couvent et qu'elles ont à peine commencé leur formation. Dès sa fondation, l'hospice affiche complet.
La maison est nommée Nirmal Hriday, ce qui en bengalî signifie « cœur pur », nom qui plaît à la communauté indienne locale. Avec le temps, l'expression descriptive « Foyer du moribond abandonné » est utilisée, traduction de la petite plaque qui figure à l'entrée du local : Home for Dying Destitutes. 
Souvent, Mère Teresa fit référence à Nirmal Hriday comme du « trésor » de sa congrégation, qui considère les indésirables comme « le Christ sous un déguisement désolant » et qui lui permettent de « mettre son amour en acte ». C'est pourquoi elle choisit Nirmal Hriday comme lieu de rencontre avec le pape Jean-Paul II lorsqu'il visita Calcutta, en 1986, qui dira que ce lieu témoigne du "primat de l'amour".

## Accompagnement des malades

### Accompagnement médical
Les personnes mourantes les plus démunies de Calcutta peuvent être portées à la maison des Missionnaires de la Charité pour y recevoir gratuitement des soins médicaux et avoir la possibilité de mourir dans la dignité, même si les soins procurés restent rudimentaires d'un point de vue médical. L'accent est mis sur l'accompagnement psychologique, avec un suivi personnalisé de chacun des patients, rendu possible par des bénévoles venus du monde entier, qui viennent compléter les équipes permanentes indiennes de professionnels de la santé.

### Accompagnement spirituel
En plus de l'accompagnement médical, l'hospice se distingue dès son origine par l'accompagnement spirituel qu'il propose aux patients. Sans qu'il y ait de prosélytisme agressif, les moribonds sont invités à se repentir et à demander pardon pour le mal qu'ils auraient fait. Dans le respect des croyances de chacun, une règle en vigueur à l'hospice exige que chaque interne reçoive les derniers secours ou les derniers honneurs qu'il désire : ainsi, la majorité des patients, de religion hindoue, sont incinérés et leurs cendres répandues dans le Gange.

## Éthique
Comme tous les centres tenus par les Missionnaires de la Charité, amour et aide sont prodigués à tous sans distinction de race ou de religion. L'éthique de l'hospice de Kalighat est rappelé par une phrase affichée sur le toit de « Nirmal Hriday » qui reprend le cri de Jésus de Nazareth sur la croix : « I thirst » (J'ai soif). Il s'inspire de la spiritualité de Mère Teresa qui puisait dans la confiance et l'abandon au Christ, sans théoriser mais en liant intimement action et contemplation.